# Slow Train Coming
Slow Train Coming este al 19-lea album de studio al cântărețului Bob Dylan, lansat de Columbia Records în August 1979.
Cântecele de pe album reflectă credința personală puternică a lui Dylan sau importanța învățăturilor și filozofiei creștine. Stilul evanghelic al discului a făcut ca Dylan să-și piardă o parte din fani însă mulți creștini au fost atrași de muzica sa odată cu acest album. Slow Train Coming a fost clasat pe locul 16 în cartea CCM Presents: The 100 Greatest Albums in Christian Music, apărută în 2001.
Albumul a fost bine primit de către presă iar single-ul "Gotta Serve Somebody" a devenit primul hit al artistului în trei ani, Dylan câștigând și un Grammy pentru cel mai bun vocalist în 1980. Albumul s-a clasat pe locul 2 în Marea Britanie iar în SUA unde a câștigat și Discul de Platină a atins a treia poziție în clasamente.

## Lista pieselor
1. "Gotta Serve Somebody" (5:22)
2. "Precious Angel" (6:27)
3. "I Belive in You" (5:02)
4. "Slow Train" (5:55)
5. "Gonna Change My Way of Thinking" (5:25)
6. "Do Right to Me Baby (Do Unto Others)" (3:50)
7. "When You Gonna Wake Up" (5:25)
8. "Man Gave Names to All The Animals" (4:23)
9. "When He Returns" (4:30)

- Toate cântecele au fost scrise de Bob Dylan

## Single-uri
- "Gotta Serve Somebody" (1979)
- "Precious Angel"/"Trouble in Mind" (1979)
- "Man Gave Names to All The Animals" (1980)